# 包 (姓)
包（ほう）は、漢姓の一つ。

## 中国の姓
2020年の中華人民共和国の統計では人数順の上位100姓に入っておらず、台湾の2018年の統計でも150番目に多い姓で、4,847人がいる。
モンゴル族のボルジギン氏を漢姓風で表す時によく使われる（オルリコなど）。

### 著名な人物
- 包拯 - 北宋開封府尹、清廉公正なことで知られ、俗称包青天。
- 包玉剛 - 中国の著名な実業家、香港環球航運及び九竜倉集団（中国語版）創業者。
- 包徳甫 - アメリカニューヨーク・タイムズ記者。
- 包翠英（中国語版） - 台湾のモデル。
- 包国良（中国語版） - 台湾の有名なテレビ番組司会者。
- 包偉銘（中国語版） - 台湾の芸人。
- 包小松（中国語版） - 台湾の芸人。
- 包小柏（中国語版） - 台湾の芸人。

## 朝鮮の姓
包（ほう、ポ、朝: 포）は、朝鮮人の姓の一つである。      

### 氏族
中国系の帰化氏族である。独立前南韓には存在しなかった姓氏である。
| 氏族（地域） | 創始者 | 人数（2015年） |
| ------------ | ------ | -------------- |
| 水原包氏     |        | 10             |
| 豊基包氏     |        | 17             |
| 豊徳包氏     |        | 23             |

### 人口と割合
1930年度国勢調査当時には20世帯あり、15世帯が平安南道順川、孟山、成川、价川に居住し、平安北道朔州に1世帯、黄海道谷山に2世帯、咸鏡南道新興に1世帯があった。 
| 年度   | 人口  | 世帯数 | 順位         | 割合 |
| ------ | ----- | ------ | ------------ | ---- |
| 1960年 |       |        | 258姓中196位 |      |
| 1975年 | 98人  |        | 249姓中241位 |      |
| 1985年 | 238人 | 91世帯 | 274姓中202位 |      |
| 2000年 | 129人 |        |              |      |
| 2015年 | 57人  |        |              |      |